# Vivienne Westwood
Vivienne Isabel Swire (Derbyshire, Inglaterra, 8 de abril de 1941-Clapham, 29 de diciembre de 2022), conocida como Vivienne Westwood, fue una diseñadora de moda y empresaria británica, considerada como la principal responsable de la estética asociada con el punk y el new wave y  una de las primeras en denunciar públicamente los efectos perniciosos de la industria de la moda en el medio ambiente. 
Como compañera de Malcolm McLaren y dueña de la boutique SEX, estuvo directamente involucrada con la banda Sex Pistols y el surgimiento del movimiento punk en el Reino Unido.

## Biografía
Durante su adolescencia estudió en el Harrow School of Art y el Trent Park College y dio clases en una escuela primaria del norte de Londres. Con el tiempo, se casó con Derek Westwood y tuvo un hijo, Ben, perdurando el matrimonio hasta que Vivienne conoció a Malcolm McLaren, futuro mánager de los Sex Pistols. La pareja tuvo un hijo, Joseph, e inauguró en 1971 el local de ropa Let it Rock (luego renombrado SEX) donde la diseñadora comenzó a exhibir sus diseños originales.
La estética punk comenzó luego del primer recital de los Sex Pistols donde la banda usó diseños de la pareja que incluían, o incluyeron luego, elementos fetichistas, alfileres de gancho (tomados de la estética de Richard Hell, una personalidad importante en la escena punk neoyorquina), cadenas, cuchillas de afeitar y el característico cabello en punta, entre otros. La inclusión de elementos del diseño tradicional británico contribuyó a formar la imagen chocante, polémica y antisocial del punk.
En 1992, fue condecorada con la medalla de la Orden del Imperio Británico.

### Del arte a la moda
La colección “Portrait” otoño/invierno de 1990 y 1991 está inspirada por el museo de arte Wallace Collection, de él surge el interés de Westwood por reproducir la epítome de la pintura del siglo XVIII con la obra de Francois Boucher de 1743, Daphnis and Chloe y diversos elementos de la colección inspirados en la época.
La colección Portrait, de la temporada otoño-invierno 1990-91 incluye la impresión fotográfica del pastor Daphnis viendo dormir a la pastora. Esta obra suele ser relacionada con la novela griega Dafnis y Cloe de Longus, fusionando la literatura clásica con la posible inspiración compositiva de una estatua de bronce del siglo XVII, sin embargo, hasta la fecha se conocen los dibujos y estudios de composición realizados por el artista.
La representación de la pintura se aprecia en corsés con la impresión del lienzo, así como en diversas prendas, entre las que destacan vestidos, sacos y camisas unisex con sastrería británica clásica. El rediseño clásico incluye terciopelo, esquila, seda y joyería inspirada por Madame de Pompadour, la principal patrocinadora de Boucher, con aretes y collares de gota de perla.
Finalmente, la selección de colores dentro de la colección se apega a los tonos pasteles y los contrastes creados con el azul de Prusia, el rosa pálido y el blanco diluido con aceite, así como la integración de elementos dorados en representación de las cajas ornamentadas con decoraciones de oro y esmalte, propios del pintor francés y de la época de apogeo del estilo Rococó.

### Diseñadora comprometida
Más allá de su vinculación al movimiento punk, Westwood buscó otras formas de  manifestar su inconformismo y protesta pública contra el consumismo que genera el sector de la moda. Fue una luchadora activa contra el cambio climático y una de las primeras diseñadoras en denunciar el pernicioso efecto que esta industria tiene sobre el medio ambiente y la necesidad de buscar alternativas como "consume menos, elige mejor, hazlo durar".